# Schlacht bei Sissek
Sissek – Călugăreni – Mezőkeresztes – Schellenberg – Mirăslău – Guruslău

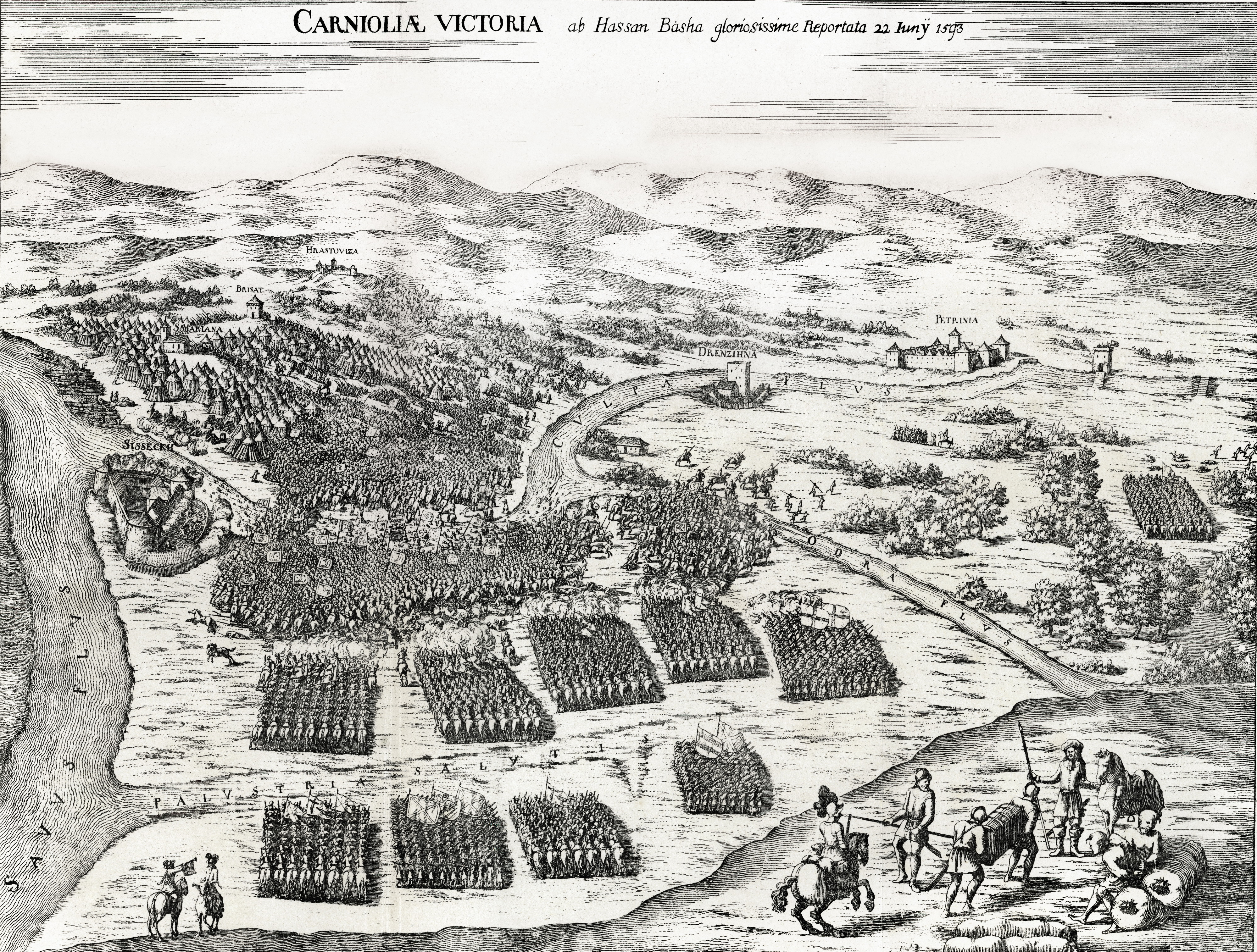
Schlacht bei Sissek

In der Schlacht bei Sissek, auch Schlacht bei Sisak (kroatische Festung in der Nähe des heutigen Sisak) beim Zusammenfluss von Save und Kupa trafen am 22. Juni 1593 habsburgische Truppen unter den drei Befehlshabern Ruprecht von Eggenberg, Andreas von Auersperg und Toma Erdődy auf osmanische Truppen unter Telli Hassan Pascha, dem Beylerbey von Bosnien.
Schon zuvor 1591 und 1592 hatte es zwei fehlgeschlagene Versuche der Osmanen gegeben, die Festung Sisak einzunehmen, dafür schafften sie es 1592 die strategisch wichtige Festung Bihać zu erobern. Ab dem 15. Juni 1593 überschritt Hassan Pascha mit seinem Heer ohne formelle Kriegserklärung den damaligen Grenzfluss Kupa und belagerte die Festung Sisak erneut. Die Garnison in Sisak wurde von Blaž Đurak und Matija Fintić kommandiert, beide vom Erzbistum Zagreb entsandt.
Eine Entsatzarmee unter dem Kommando von Ruprecht von Eggenberg war eilig zusammengestellt worden, um die Belagerung aufzuheben. Ihm unterstanden kroatische Truppen unter dem Kommando des Ban von Kroatien Tamás Erdődy und größere Truppenkontingente aus dem Herzogtum Krain sowie dem Herzogtum Kärnten unter dem Kommando von Andreas von Auersperg. Am 22. Juni unternahmen sie schließlich einen Überraschungsangriff auf die Belagerer. Die sich daraus ergebende Schlacht endete mit einer katastrophalen Niederlage der lokalen Osmanischen Streitkräfte und löste den Langen Türkenkrieg aus.

## Hintergrund
Obwohl sowohl die Regierung des Osmanischen Reiches als auch die der Habsburgermonarchie an keinem größeren Konflikt interessiert waren, war der Frieden zwischen beiden Reichen äußerst brüchig. Der ursprünglich nur für 5 Jahre geschlossene Friede von 1547 war zwar bereits viermal erneuert worden, dennoch fanden immer wieder größere Raubzüge auf das jeweils andere Staatsgebiet statt. Auch der 1592 verlängerte Friedensvertrag von Adrianopel änderte daran wenig. Osmanische Akıncı (irreguläre, leichte Kavallerie, dt. auch Renner und Brenner) auf der einen Seite und christliche Uskoken (irreguläre leichte Infanterie) führten immer wieder Raubzüge und Überfälle durch. Auch an der Kroatischen Militärgrenze gab es trotz des Friedensvertrags immer wieder kleinere bewaffnete Zusammenstöße. Der habsburgische Teil Kroatiens bestand damals aus nur 16.800 km² mit ungefähr 400.000 Einwohnern, während das Türkische Kroatien unter osmanische Herrschaft geraten war.
Die ständigen Konflikte an der Grenze bluteten das Land zwar aus, dennoch waren die kroatischen Festungen Ende des 16. Jahrhunderts meist in der Lage, osmanischen Vorstößen zu widerstehen. Osmanische Truppen überquerten immer wieder die Una und die Save, um Festungen und Städte im habsburgischen Teil Kroatiens zu überfallen. Am 26. Oktober 1584 wurde eine kleinere osmanische Streitmacht in einer Schlacht bei Slunj aufgerieben, am 6. Dezember 1586 eine bei Ivanić-Grad. Die Häufigkeit der osmanischen Überfälle nahm jedoch zu und die kroatischen Adligen kämpften großteils ohne habsburgische Unterstützung.

## Auftakt
Bereits im August 1591 war Telli Hassan Pascha, der osmanische Wesir und Beylerbey von Bosnien, ohne Kriegserklärung ins habsburgische Kroatien eingefallen, hatte die Festung Sisak erreicht, war dort aber nach viertägigem Kampf abgewiesen worden. Thomas Erdödy, der habsburgische Ban von Kroatien, führte daraufhin einen Angriff in der Region Moslavina im osmanischen Teil Kroatiens durch. Hassan Pascha griff im selben Jahr noch einmal an und eroberte die Stadt Ripač am Fluss Una. Dieser Vorstoß veranlasste Erdödy, am 5. Januar 1592 den Sabor in Zagreb einzuberufen und eine Generalmobilmachung zur Verteidigung des Landes zu erklären. Angesichts des 1590 abgeschlossenen und auf 9 Jahre ausgelegten Friedensvertrags von Adrianopel scheinen die Angriffe von Hassan Pascha gegen die Interessen und Ziele der osmanischen Zentralregierung in Konstantinopel gewesen zu sein und dürften eher den Zweck gehabt haben, zu plündern und Beute zu machen und eventuell auch die Überfälle der christlichen Uskoken zu beenden.
Im Juni 1592 eroberte Hassan Pascha Bihać und machte sich ein zweites Mal auf den Weg nach Sisak. Die Einnahme von Bihać verursachte Furcht im habsburgischen Kroatien, da diese Festung jahrzehntelang die Grenze zum osmanischen Teil verteidigt hatte. Am 19. Juli 1592 überfiel und brandschatzte Hassan Pascha ein Militärlager im kroatischen Dorf Brest Pokupski nahe Petrinja, das Ban Erdödy dort ein paar Monate zuvor hatte anlegen lassen. Das Lager hatte eine Besatzung von 3.000 Mann, während die Osmanen 7.000–8.000 Mann aufbieten konnten. Ab 24. Juli belagerten die Osmanen erneut Sisak, doch mussten sie die Belagerung 5 Tage später nach Kämpfen und schweren Verlusten abbrechen sowie sich aus der Region Turopolje zurückziehen. All diese Ereignisse bestärkten Kaiser Rudolf II. schließlich darin, größere Anstrengungen zu unternehmen, um die Osmanen zu stoppen. Zunächst beendete der Winter aber alle weiteren Aktionen.

## Die Schlacht
Im Frühling 1593 sammelte Beylerbey Telli Hassan Pascha eine größere Armee nahe Petrinja, überquerte erneut den Grenzfluss Kupa und unternahm seinen dritten Versuch, Sisak zu erobern. Seine Armee setzte sich aus 12.000 bis 16.000 Mann aus den Sandschaks von Klis, Lika, Zvornik, Herzegowina, Požega, Orahovac und Pakrac zusammen. Die Besatzung der Festung Sisak bestand aus höchstens 800 Mann unter dem Kommando von Matija Fintić, der allerdings am 21. Juni starb und von Blaž Đurak ersetzt wurde, beide entsandt vom römisch-katholischen Erzbischof von Zagreb. Die Festung wurde mit schwerer Artillerie beschossen und richtete ein Hilfsansuchen an Ban Erdödy. Die habsburgische Entsatzarmee unter Eggenberg, Erdödy und Auersperg traf am 21. Juni in der Nähe von Sisak ein. Sie bestand aus ungefähr 4.000 bis 5.000 Mann Kavallerie und Infanterie. Der osmanische Historiker Mustafa Naima schreibt dazu, dass Hassan Pascha nach Abschluss aller Vorbereitungen zur Schlacht seinem Gazi Hodscha Memi Bey befahl, den Fluss zu überqueren und die gegnerische Streitmacht zu erkunden. Dieser meldete, dass die Schlacht angesichts der Überlegenheit der Habsburger (vermutlich wegen der größeren Menge an Kanonen und Munition) in einer Niederlage enden würde. Naima schrieb dazu, dass Hassan Pascha, der als furchtloser Anführer bekannt war und zu diesem Zeitpunkt gerade Schach spielte, als Antwort ausrief: Verflucht seiest du, du verachtenswerter Schuft! Angst zu haben vor Zahlen: geh mir aus den Augen!. Danach bestieg er sein Pferd, mobilisierte seine Truppen und ließ sie die neu errichteten Brücken überqueren.
Am 22. Juni zwischen elf und zwölf Uhr griffen die vereinten Streitkräfte von Erdödy und Auersperg die Osmanen an. Erdödys Truppen aus kroatischen Husaren und Infanterie griffen zuerst an. Der erste Angriff konnte von der osmanischen Kavallerie noch zurückgeschlagen werden. Doch dann griffen auch Auerspergs und Eggenbergs Truppen in den Kampf ein und zwangen die Osmanen zum Rückzug zum Fluss Kupa. Hassan Paschas Streitmacht wurde schließlich in einem Eck zwischen den Flüssen Odra und Kupa eingeschlossen, als habsburgisch-kroatische Truppen aus Karlovac die osmanische Brücke über die Kupa einnahmen. Die Garnison von Sisak unter Blaž Đurak führte einen Ausfall durch und griff die osmanischen Belagerer von Sisak an. Gefangen zwischen den österreichischen Armeen artete der Rückzug der Osmanen nun in chaotische Flucht aus. Viele versuchten, durch den Fluss Kupa schwimmend, ihr Lager zu erreichen. Der Großteil der osmanischen Streitmacht mit fast allen Anführern wurde schließlich niedergemacht oder ertrank im Fluss.
Die Schlacht dauerte ungefähr eine Stunde und endete mit einer totalen Niederlage der Osmanen. Unter den osmanischen Anführern, die ums Leben kamen, war mit Mehmed, dem Bey des Sandschaks Herzegowina, ein Neffe von Sultan Murad. Außerdem starben die Beys der Sandschaks von Pakrac, Zvornik (Hassan Paschas Bruder), Požega, Orahovac und Klis. Nur der Bey des Sandschaks von Lika konnte entkommen. Die Gesamtverluste betrugen ungefähr 8.000 ertrunkene oder getötete Osmanen. Die Sieger eroberten 2.000 Pferde, 10 osmanische Kriegsflaggen sowie Kanonen und Munition. Die österreichischen Verluste waren dagegen gering. Ein Bericht Andreas von Auerspergs vom 24. Juni 1593 an Erzherzog Ernst von Österreich nennt nur 40–50 Gefallene bei seinen Truppen.

## Nachspiel

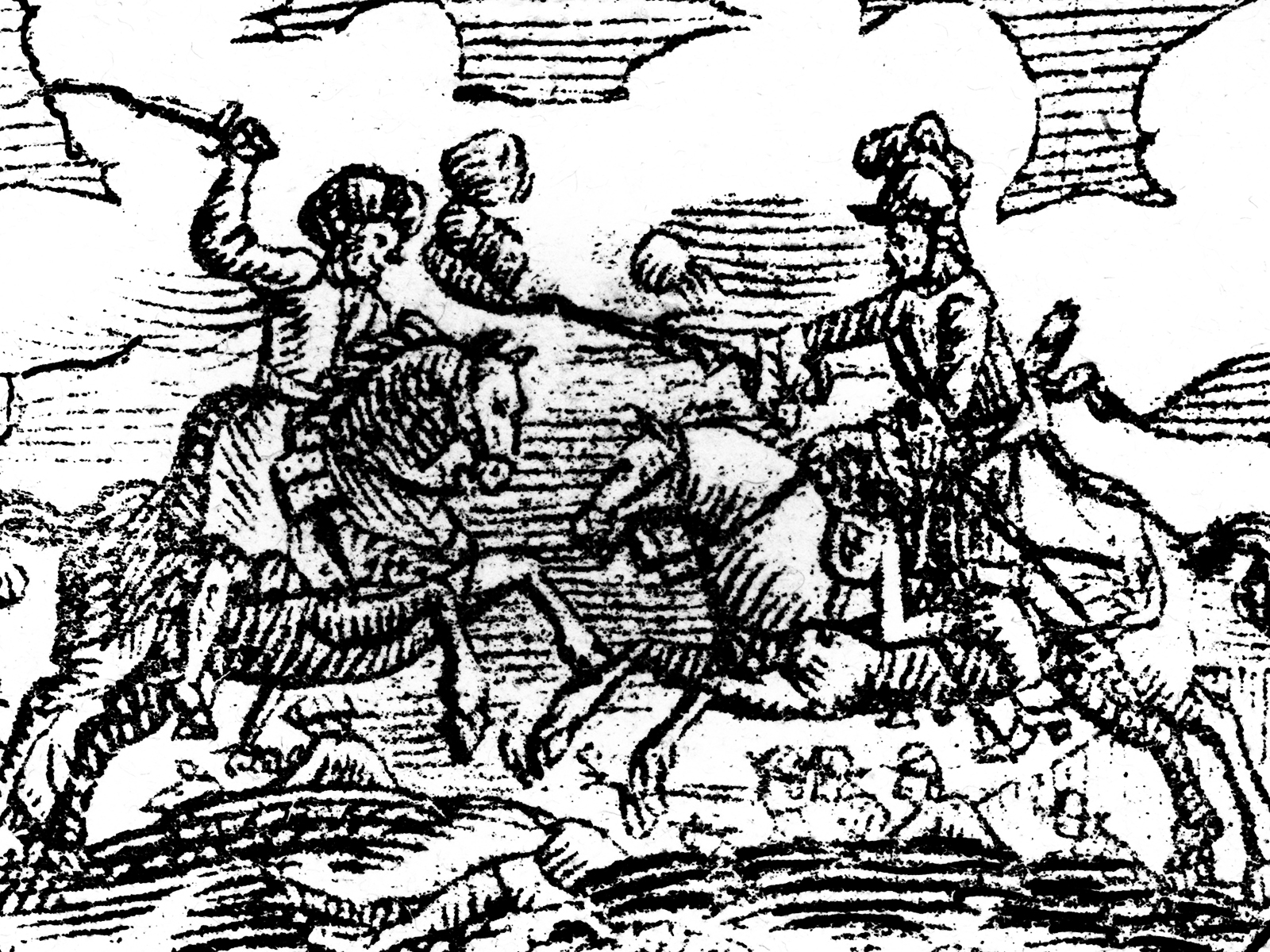
Kampf zwischen osmanischem und slowenischem Reiter (Darstellung nach Valvasor, 1689)

Ban Thomas Erdödy wollte den Sieg auch gleich dazu nutzen, Petrinja zu erobern, wohin die Reste der osmanischen Armee geflohen waren. Aber Oberbefehlshaber General von Eggenberg war der Ansicht, dass die Verpflegung seiner Armee dazu nicht ausreichte und so wurde der Angriff nicht ausgeführt.
Europa reagierte erfreut auf die Berichte vom Sieg bei Sissek. Papst Clemens VIII. lobte die christlichen Heerführer und schickte einen Dankesbrief an Ban Erdödy, während König Philipp II. von Spanien ihn zum Ritter des Santiagoordens ernannte. Das Erzbistum Zagreb ließ eine Gedenkkapelle im Dorf Greda nahe Sisak errichten und verfügte, dass jeden 22. Juni eine Dankesmesse in Zagreb abgehalten werden sollte. Der Mantel von Hassan Pascha wurde der Kathedrale von Ljubljana übergeben. Blaž Đurak, der Kommandant der Garnison in der Festung Sisak, wurde vom kroatischen Parlament für seinen Beitrag zum Sieg belohnt.
Als die Nachricht von der Niederlage Konstantinopel erreichte, forderten hohe Militärführer und die Schwester des Sultans, deren Sohn Mehmed in der Schlacht gestorben war, Rache. Obwohl die Handlungen Hassan Paschas nicht mit der Hohen Pforte abgestimmt gewesen waren und auch deren Interessen und Politik zuwider liefen, so war der Sultan doch der Ansicht, dass so eine beschämende Niederlage, selbst von einem Untergebenen, der auf eigene Faust gehandelt hatte, nicht unvergolten hingenommen werden durfte. Noch im selben Jahr erklärte Sultan Murad III. Kaiser Rudolf II. den Krieg, der schließlich als Langer Türkenkrieg in die Geschichte einging und hauptsächlich auf den Gebieten Kroatiens und Ungarns stattfand. 1595 starb der Sultan, aber der Krieg zog sich auch noch durch die Regierungszeiten seiner beiden Nachfolger Mehmed III. (1595–1603) und Ahmed I. (1603–1617).
Während des Langen Türkenkriegs schafften es die Osmanen schließlich doch noch, Sisak einzunehmen. Am 24. August 1593 nutzten sie die Abwesenheit größerer habsburgischer Streitkräfte und belagerten die Festung, die zu diesem Zeitpunkt nur von etwa 100 Mann verteidigt wurde. Nach starkem Kanonenbeschuss schafften sie es, bis zum 30. August die Mauern zu durchbrechen, woraufhin sich die Festung ergab. Sisak wurde am 11. August 1594 wieder befreit, als die osmanischen Truppen flohen und die Festung in Brand setzten. Der Lange Türkenkrieg endete schließlich am 11. November 1606 mit dem Frieden von Zsitvatorok, der gleichzeitig den ersten Stopp der osmanischen Expansion Richtung Zentraleuropa seit der Schlacht auf dem Krbava-Feld markierte und die Grenze für beinahe ein halbes Jahrhundert stabilisierte. Innerösterreich mit den Herzogtümern Steiermark, Kärnten und Krain sowie der Grafschaft Görz blieb frei von osmanischer Herrschaft. Auch Kroatien konnte seine Selbstständigkeit bewahren und schaffte es nach dem Friedensschluss sogar, noch kleinere Gebietsgewinne zu machen, wie z. B. Petrinja, Moslavina und Čazma. Wichtig zu erwähnen ist auch, dass diese erste schwere osmanische Niederlage im nordwestlichen Balkan auch den Glauben der christlich-orthodoxen Untertanen an ihre osmanischen Herrscher erschütterte. Vor allem Serben und Walachen wanderten teilweise in habsburgisch kontrollierte Gebiete ab oder erhoben sich sogar zur offenen Rebellion.
Da die Schlacht in Kroatien stattfand und Kroaten auch einen großen Teil der Soldaten stellten, spielt die Schlacht auch eine wichtige Rolle in der Geschichte Kroatiens. So gab die kroatische Regierung z. B. 1993 eine Gedenkmarke mit dem Titel „Sieg bei Sisak 1593“ (kroat. Pobjeda kod Siska 1593) heraus. Auch das traditionelle Läuten der kleinen Glocke der Kathedrale von Zagreb um 14:00 ist ein Zeichen des Gedenkens an diese Schlacht, da der Erzbischof auch einen Großteil der Kosten zur Errichtung der Festung Sisak getragen hatte.
Da auch viele Soldaten aus dem benachbarten Krain an der Schlacht teilnahmen, spielt sie auch in der slowenischen Geschichte eine Rolle. Am 22. Juni 1993 gab die slowenische Regierung drei Gedenkmünzen und eine Gedenkmarke zum 400. Jahrestag der Schlacht bei Sissek heraus.

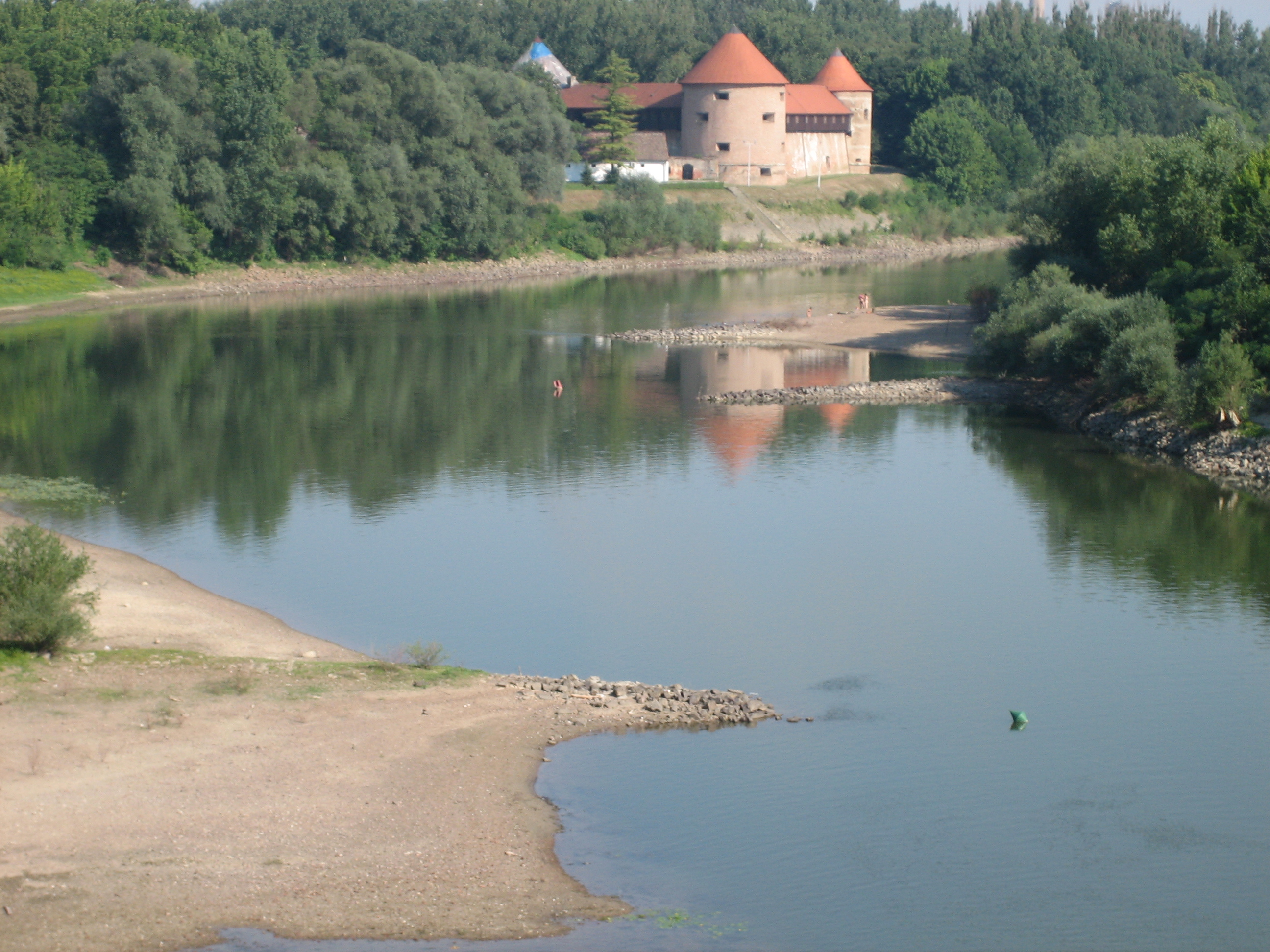
Festung Sisak